# よねや商事

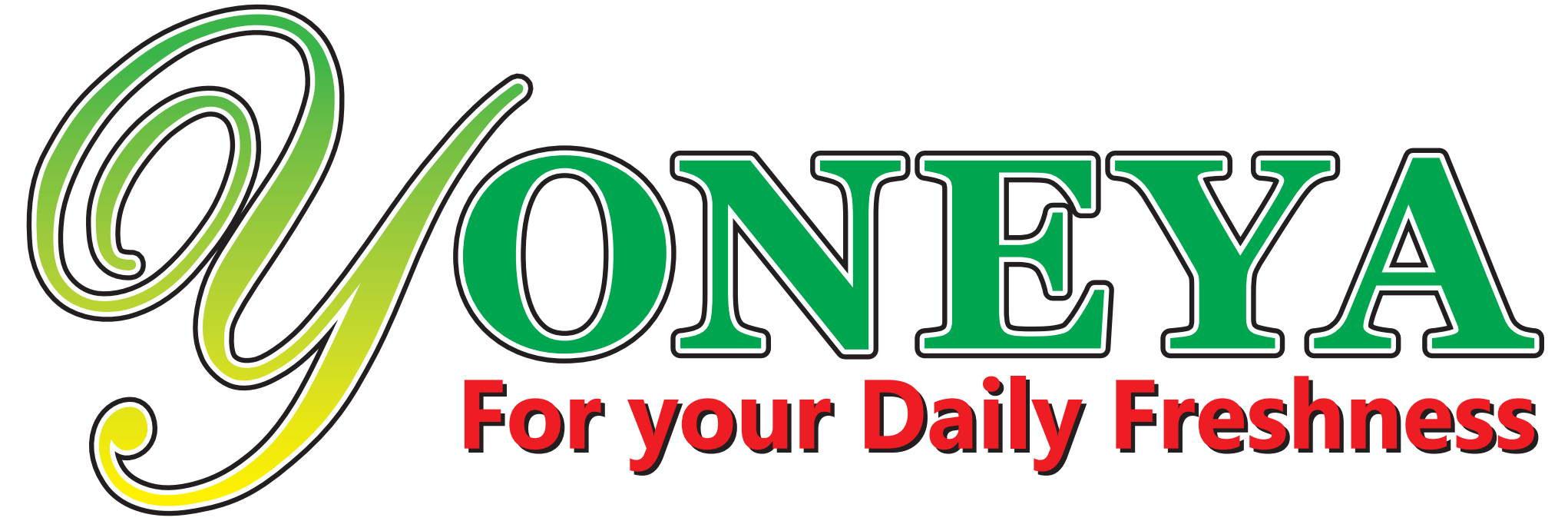
英語表記のロゴ

よねや商事株式会社（よねやしょうじ）は、秋田県横手市に本社を置き、秋田県の県南地区でスーパーマーケットチェーンの「よねや」を展開していた企業である。
2014年より株式会社ヤマザワの完全子会社となり、2023年3月1日をもって同社を存続会社として合併、よねや商事は解散した。よねや商事の事業はヤマザワが継続し、よねやとして展開していた8店舗は屋号を変えずそのまま営業を継続した。
ニチリウグループに加盟。

## 歴史

### 創業期
よねやの創業は1956年（昭和31年）8月11日で、米谷一郎が秋田県横手市に「合資会社よねや」として設立した。よねや創業前は、軍手、メリヤス、セーターなどを製造する東北繊維工業株式会社などを経営していたが、業績が低下していたため、食品販売業に転身を図り、よねやが設立された。横手市鍛冶町にかつて入手していた旧二坂呉服店を改装し、魚、野菜、菓子などを市場価格よりも格段に安く販売した。当時はセルフサービス式の店舗ではなく、対面販売の形式であったが、当時の横手市内において、いわゆる「スーパーマーケット」の進出はこのよねやが最初で、後の1962年（昭和37年）に全国チェーン店である主婦の店が進出し、横手店を開店させている。
その後、よねやは「量販店」として店舗展開を精力的に行い、2号店の本町店（店舗面積66m2）を皮切りに、大曲市（現・大仙市）や湯沢市、秋田市にまでも店舗を展開していった。また、通常の店舗より小ぶりな「ミニショップ」と呼ばれる店舗も何店舗か出店した。

### 経営不振から再建へ
しかし、素人が闇雲に「安売り」に走ったことや、無理な拡大が裏目に出て、1960年（昭和35年）12月に経営不振が表面化した。これに対して再建委員会が結成され、善後案が協議されることとなった。そこでは、各店舗を売却処分して債務返済に充てるということが決まったが、本店（鍛冶町店）については、米谷がとある宗教団体に寄付する形にしていたため売却することができなかった。このような措置なのにも関わらず、2,000万円にのぼる債務が残ったが、1968年（昭和43年）に完済している。ただし、創業者である米谷は再度メリヤス業に転換し、東京へ移住した。巨額の負債を抱え、経営者も不在になったよねやからは退職者が続出し、残ったのは佐々木雄一の男性1人と女性4～5人のみであった。こうした中、よねや本店（鍛冶町店）ただ一店舗だけが営業を続けていたが、残留社員であった佐々木雄一がよねや再建に名乗りを上げ、夫婦で5万円ずつを出資し、1962年（昭和37年）4月に「合資会社雄山閣」を設立した。その社名には、雄大の「雄」に「大山」のような企業を築くといった意味が込められているのと、佐々木の前の会社でのあだ名が「雄ちゃん」であったことに由来する。この際、複数の取引先から店舗の屋号変更を勧められたが、「よねや」の屋号はそのまま維持された。これは、創業者である米谷が不在の間でも、その両親が在市する下で「よねや」の名が消されることが、両親の心情に与える影響を考慮した結果であった。
よねやの再建は非常に苦しく、1日の売上をかき集めて翌日の仕入れに当てる「今日一日に勝負をかける」ような経営が続いたが、こうした努力が実を結び、客足は徐々に回復していった。1964年（昭和39年）9月には、社団法人公開経営指導協会の吉田弘に経営指導を受け、再建に努めた。

### 新生よねやとして再起
1965年（昭和40年）には店舗を大改装し、スーパーマーケット「よねや」としてオープンした。これまで、よねやはスーパーマーケットを名乗っておらず、これは日本セルフ・サービス協会が定める「日本におけるスーパーマーケット」の定義に合致しておらず、佐々木はこの定義を満たすまではスーパーマーケットとして名乗りを上げない方針であったためである。
その後は問屋筋からの信頼も回復し、従業員も次第と増えていった。その頃、再度店舗を改装。その後、新生よねや2号店となる大水戸店を、1967年（昭和42年）7月に開店させた。開店当初は売上が1日で16万円にのぼるなど、好調ぶりを見せていたが、2ヶ月ほどで売上が減少し始めた。そこで、天ぷらの実演販売や、化粧品コーナーの新設などをし、同年秋には開店当初の売上まで回復した。その後は、1969年（昭和44年）9月に双葉店、1971年（昭和46年）7月には浅舞店を開店させるなど、現在のよねや各店の土台となる店舗軍が形成されていった。出店が加速する中、よねやは湯沢市への進出も考えていた。1971年（昭和46年）春、秋田市にジャスコが進出することが決定すると、地元スーパーである「なかよし」と提携することとなり、「なかよし湯沢店」を他業者に譲渡することになった。これにより、よねや湯沢店の開店が実現したのである。
当時、独立採算システムを徹底するために各店舗を別会社が経営しており、鍛冶町店・大水戸店・四日町店を有限会社雄山閣、双葉店を有限会社梁山伯、浅舞店を有限会社雄マート、湯沢店を有限会社なかよしを経営母体として展開していた。これらの会社は 1996年（平成8年）に合併し、ここでよねや商事株式会社として発足している。
1974年（昭和49年）当時の売上高は湯沢店がトップで、続いて鍛冶町店、双葉店、浅舞店と続く。

#### 大型店舗の展開
当初は小型店舗での店舗展開を行っていたが、1997年（平成9年）の大曲店の開店を皮切りに、横手西店（ハッピータウン店）や増床した稲川店のような大型店舗を展開し、時代の要求に応えられなくなった小型店舗は閉店させるなどするスクラップアンドビルドを進めていった。これにより店舗数自体は減ったが、総売り場面積は増え、一店舗当たりの売上も上昇している。
2009年（平成21年）に仙北市に角館店を開業させたことにより、県南のすべての市部に出店したことになる。

#### 走るスーパーマーケット
仙台のほてい屋から権利を買い取り、バスの内部を改装した上で現在の移動販売のような事業を行っていた。「走るスーパーマーケット」と呼ばれ、初期の販売企画の一環として行われていたが、振動やバス内の暑さで商品が痛むなど、あまり商売にならなかった。また、買い取ったバスは老朽化しており、10日走ると3、4日は故障でバスが止まってしまうなどしたため、開始から10ヶ月ほどでやめてしまった。
そこから50年以上経過した2015年（平成27年） 、よねやはとくし丸からノウハウの提供を受け、移動販売事業に参入した。

#### 従業員が「食べました」シリーズ
1998年頃に始まった販促企画として「よねやの従業員が食べましたシリーズ」があり、毎週日曜日の週一回行われる全体朝礼にて試食が行われ、その感想を集計したうえでチラシに掲載される。従業員が試食を行うこの制度は、現場で働く従業員全員に参加が撤退されており、全店一斉に実施される。これは、社長の「自分が食べてもみない商品は、勧められないし、社員が信用しない商品は、お客さまも信用しない」といった信念からである。

### ヤマザワグループ入りから合併まで

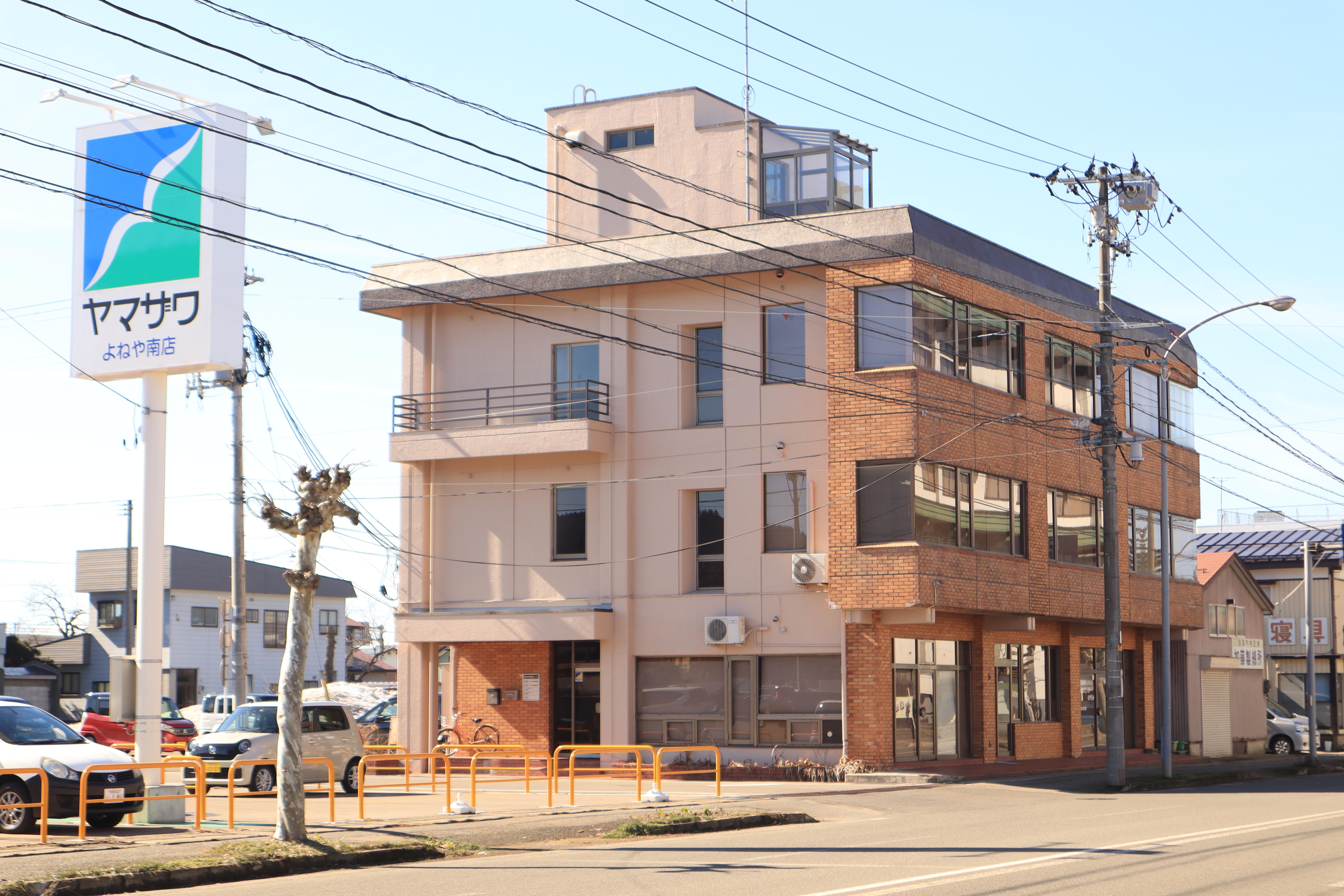
よねやMGビル（テナントビル）とよねや南店の看板

2012年（平成24年）9月に株式の10%をヤマザワが取得し、子会社を通じて惣菜の供給などが開始された。2014年（平成26年）3月1日には、残りの株式をすべてヤマザワが取得し、ヤマザワの完全子会社となった。この際、屋号は変更されなかった。
当時、ヤマザワは店舗網を山形・宮城から岩手・秋田の両県へ拡大することを目指しており、その足掛かりとしてよねや商事を傘下に収めた。
2022年（令和4年）3月28日、ヤマザワは経営資源の集約、業務の効率化を図るとして、よねや商事を2023年（令和5年）3月1日付で吸収合併することを発表した。合併の形式はヤマザワを存続会社とする吸収合併方式で、よねや商事は解散することになった。この時点では、屋号は変更されないとしている。
ヤマザワによる吸収合併が発表された2022年には、老朽店である浅舞店、双葉店（いずれも横手市内）が相次いで閉店している他、南店が建て替えを終えリニューアルオープンしている。南店はヤマザワのノウハウを積極的に取り入れた新たなフォーマットの店舗として、屋号の「よねや」を維持した上でリニューアルオープンを迎えた。店舗にはヤマザワのロゴマークなどが大きく掲げられており、従来のよねやのロゴなどは使用されておらず、「よねや」の文字がヤマザワのロゴの下に付記されるのみとなっている。
2023年2月27日 - 28日はヤマザワとのシステム統合のため全店舗を臨時休業。よねや商事運営の「よねや」としては2月26日が最終営業日となった。
2023年3月1日をもってヤマザワがよねや商事を吸収合併、よねや商事の事業をヤマザワが継承した。店舗の屋号は変更されず、ヤマザワ運営の「よねや」として同日より店舗の営業を再開した。3月1日から3月7日までは「ヤマザワ・よねや合併記念セール」と銘打って、ヤマザワとよねやの計69店舗（全店舗）にてセールを開催。

## 沿革
以下、注釈の無い項目は文献の情報によるもの。
- 1956年（昭和31年）
  - 8月11日 - 米谷一郎（創業者）が、秋田県横手市鍛冶町に「合資会社よねや」として創業。
  - 横手市本町にて、2号店「本町店」を開業。
- 1957年（昭和32年） 
  - 大曲市（現・大仙市）にて、3号店「寺町店」を開業。
- 1958年（昭和33年）
  - 角館町（現・仙北市）にて、4号店「角館店」を開業。
  - 大曲市（現・大仙市）にて、5号店「丸専店」を開業。
- 1959年（昭和34年）
  - 湯沢市にて、6号店「湯沢店」開業。
  - 秋田市にて、7号店「秋田店」開業。
  - 12月 - 経営不振が表面化、各店舗を整理。
- 1962年（昭和37年）4月 - 現在の会社となる「合資会社雄山閣」を設立。
- 1965年（昭和40年）12月 - スーパーマーケット「よねや」を名乗る。
- 1967年（昭和42年）7月 - 横手市大水戸町にて、新生よねや2号店となる「（旧）大水戸店」を開業。
- 1969年（昭和44年）
  - 2月 - 株式会社ダスキンよねや[42]設立（詳細は#その他参照）。よねやグループを形成。
  - 9月15日 - 横手市二葉町にて「（旧）双葉店」を開業。
- 1971年（昭和46年）
  - 7月1日 - 平鹿郡平鹿町浅舞（現・横手市平鹿町浅舞）にて「（旧）浅舞店」を開業。
  - 11月26日 - 湯沢市柳町にて「湯沢店」を開業。
- 1974年（昭和49年）
  - 5月1日 - 横手市四日町にて「四日町店」を開業。
  - 12月 - よねやバイパス倉庫竣工。
- 1975年（昭和50年）
  - 2月 - 鍛冶町店が、改築のため仮店舗にて営業。
  - 4月26日 - 本部及び鍛冶町店が新築オープン。翌月には横手市民会館にて記念式典を挙行。
  - 6月 - 商品センターが完成[43]。
- 1976年（昭和51年）4月 - 湯沢市清水町にて、「（旧）清水町店」を開業。

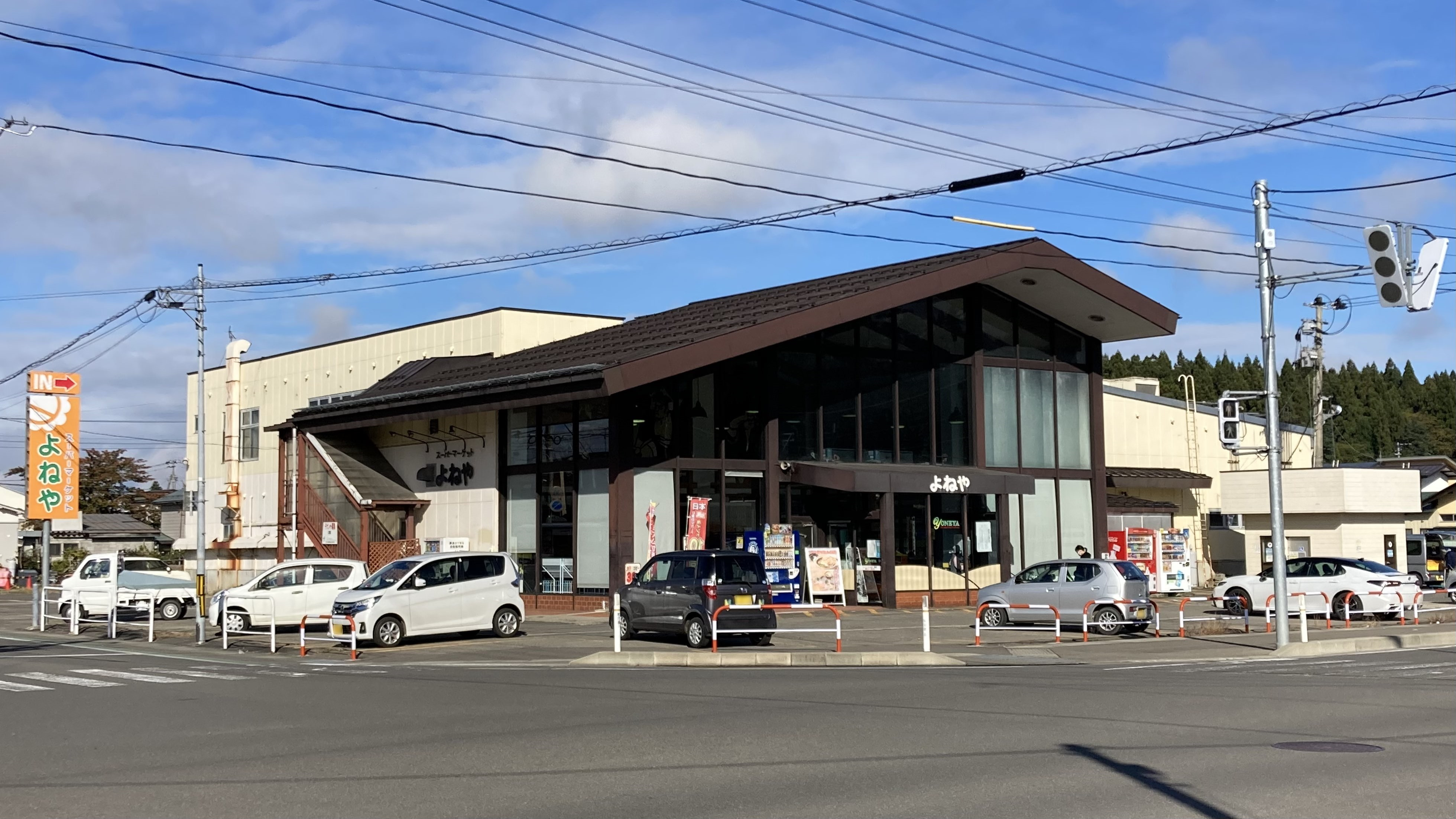
よねや双葉店（閉店）

- 1979年（昭和54年）10月13日 - 横手市幸町にて「（新）双葉店」を移転開業。

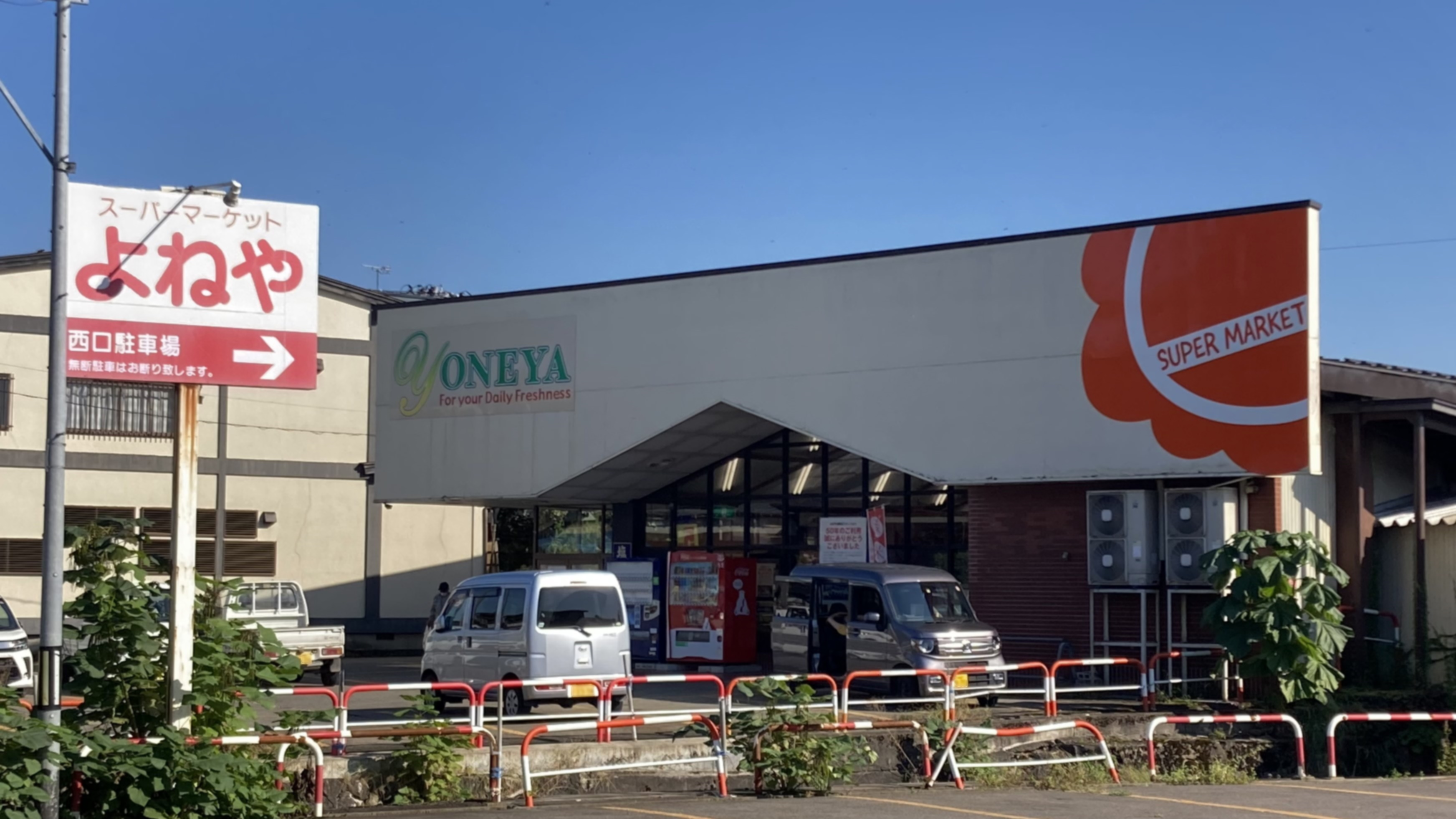
よねや浅舞店（閉店）

- 1980年（昭和55年）11月1日 - 平鹿郡平鹿町浅舞（現・横手市平鹿町浅舞）にて「（新）浅舞店」を移転開業。
- 1981年（昭和56年）10月 - 鍛冶町店改装オープン。
- 1982年（昭和57年）
  - 2月 - 湯沢柳町店が閉店。湯沢市表町にて「湯沢サンエー店」を開業。
  - 7月 - 平鹿郡雄物川町今宿（現・横手市雄物川町今宿）にて「沼館店」を開業。
- 1983年（昭和58年）
  - 4月22日 - 横手市平和町にて「南店」を開業。
  - 6月 - 横手市大水戸町にて「（新）大水戸店」を開業。
- 1984年（昭和59年）11月 - きりたんぽの発送を開始。
- 1986年（昭和61年）12月17日[44] - 湯沢市清水町にて「（新）清水町店」を移転開業。
- 1987年（昭和62年）
  - 4月25日[44] - 雄勝郡羽後町にて「西馬音内店」を開業。
  - 9月 - 双葉店の駐車場を増設。
- 1988年（昭和63年）7月 - 沼館店を改装。
- 1989年（昭和64年/平成元年）
  - 6月 - 横手市赤坂にて「赤坂店」を開業。
  - 11月 - 浅舞店を改装。

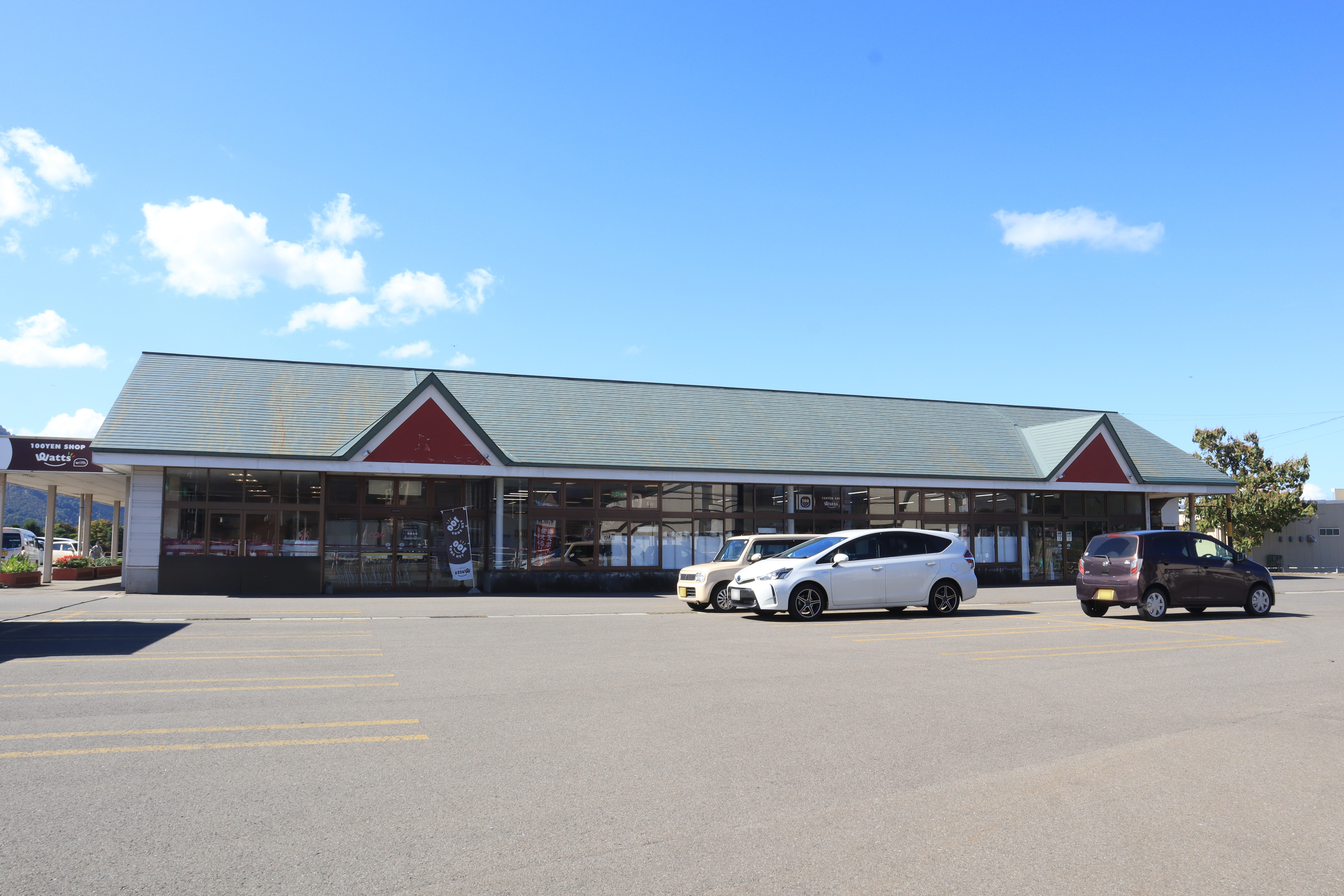
よねや稲川店（増床前の正面入口）

- 1991年（平成3年）3月1日 - 雄勝郡稲川町（現・湯沢市稲川町）にて「稲川店」を開業。
- 1992年（平成4年）
  - 7月 - 湯沢サンエー店が閉店。
  - 8月 - 双葉店が増床。
- 1993年（平成5年）6月 - 大水戸店が閉店。西馬音内店が増床。
- 1994年（平成6年）7月 - 南店が増床。
- 1995年（平成7年）
  - 7月 - POSシステムを全店で導入。
  - 10月 - オール日本スーパーマーケット協会（AJS）に入会[45]。
- 1996年（平成8年）
  - 3月26日 - 鍛冶町店が閉店。
  - 4月 - 各店舗を管理していた各会社が合併し、よねや商事株式会社となる。プライベートブランド「ひまわり倶楽部」発足。

- 1997年（平成9年）

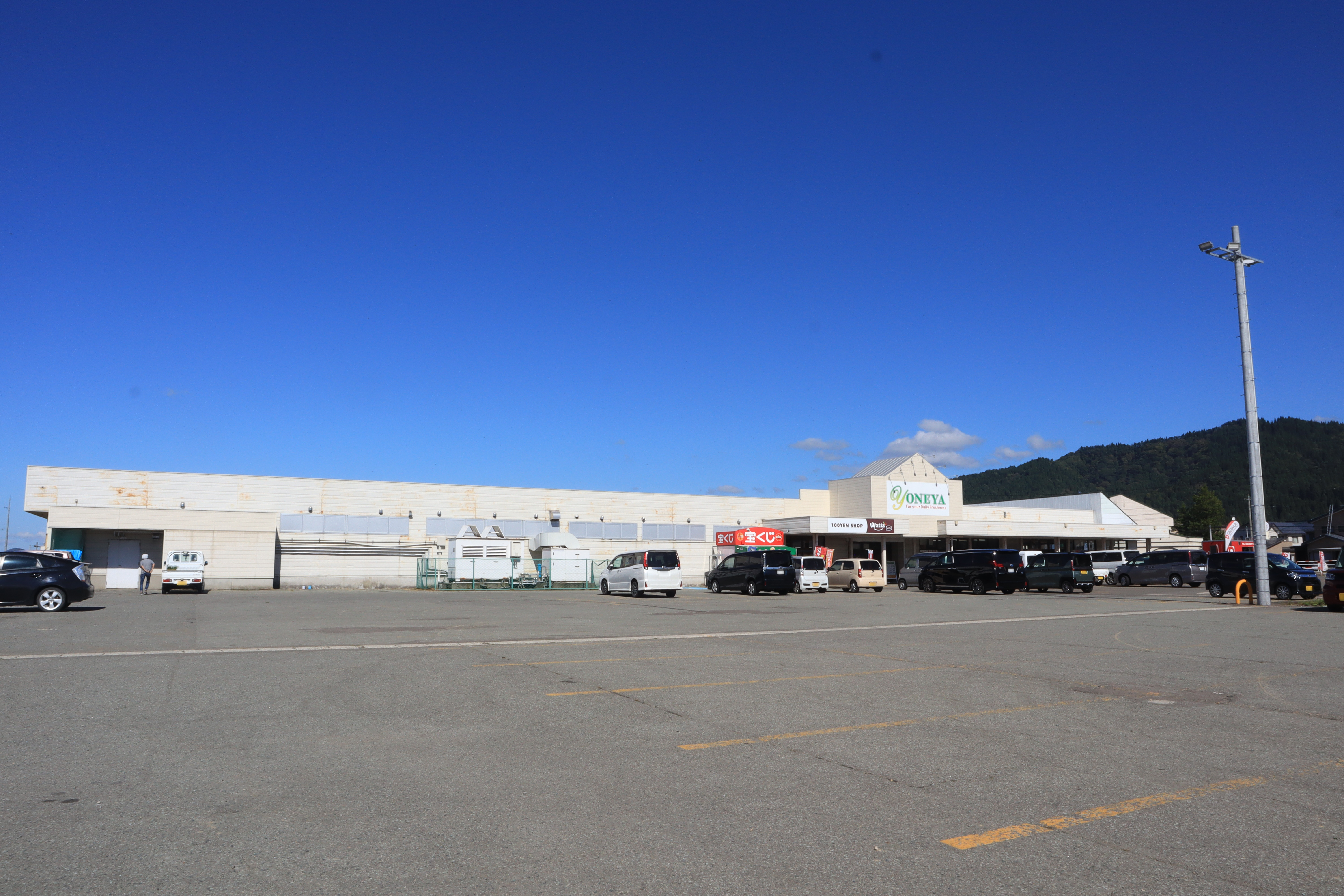
よねや稲川店（増床部分）

  - 3月20日 - 大曲市戸蒔（現・大仙市戸蒔）にて「大曲店」を開業。よねや初となる本格大型店としてオープンした[46]。
  - 7月 - 双葉店に爆発物を仕掛けたとのいたずら電話が入る。
  - 11月 - 赤坂店を閉店した上、13日にハッピータウン開業と共に「横手西店（ハッピータウン店）」を開業。
- 12月 - 稲川店が増床。
- 1998年（平成10年）5月 - 惣菜センターを旧鍛冶町店へ移転。
- 2000年（平成12年）
  - 2月 - 商品センターを解体[43]。跡地は薬王堂[43]。
  - 4月 - 浅舞店改装オープン。
  - 7月27日 - 清水町店と西馬音内店を統合し、湯沢市万石にて「千石大橋店」を開業。
- 2002年（平成14年）11月 - 沼館店が閉店。
- 2004年（平成16年）11月 - ひまわりカードが誕生。
- 2006年（平成18年）9月7日 - 大仙市富士見町にて「富士見町店」を開業[47][48]。
- 2009年（平成21年）
  - 10月 - カーブスよねや大曲が開業[49]。
  - 12月3日 - 仙北市角館町にて「角館店」を開業[28][49]。
- 2010年（平成22年）
  - 6月24日 - 大曲店を「あ・フレッシュとまき店」に改称[50]し、ディスカウント業態へ転換[47]。（詳細は#店舗一覧を参照）
  - 7月 - カーブスよねや横手が開業[49]。
- 2011年（平成23年）
  - 7月 - 横手西店（ハッピータウン）にセルフレジを導入するも、不評のため5ヶ月で廃止[49]。
  - 12月 - カーブスよねや湯沢材木町が開業[49]。
- 2012年（平成24年）9月 - 全店9時開店となる[51]。
- 2013年（平成25年）12月 - オール日本スーパーマーケット協会を退会し、ニチリウグループへ[51]。
- 2014年（平成26年）
  - 2月 - ヤマザワ（山形県山形市）の完全子会社となる[5]。
  - 5月 - カーブス外旭川が開業[51]。
  - 11月 - 県内で初めてとなるコストコフェアを開催[51]。
- 2015年（平成27年）
  - 4月 - 「とくし丸」からノウハウの提供を受け、移動スーパー事業に参入[30]。
  - 9月30日 - 横手西店（ハッピータウン）が閉店[52]。
  - 10月8日 - 横手市横手町にて「ハッピーモール店」を開業[53][52]。
- 2016年（平成28年） - 本部を鍛冶町から卸団地（横手卸センター）内へ移転[54]。
- 2017年（平成29年）7月 - 浅舞店を改装[55]。
- 2018年（平成30年）
  - 3月 - ハッピーモール店にセミセルフレジを導入[56]。
  - 7月 - 千石大橋店を改装[57]。
- 2020年（令和2年）3月 - 大仙市佐野町にて「大曲中央店」を開業[58][59]。
- 2022年（令和4年）
  - 2月 - 南店が、建て替えのため一時閉店[60]。
  - 6月 - ヤマザワの商品券が利用可能になる。
  - 9月30日
    - よねや商品券の利用が終了[61]。
    - 浅舞店が閉店[35]。

  - 10月31日 - 双葉店が閉店[36][62]。
  - 11月10日 - 店舗の建て替え工事が終わり、横手市平和町にて「南店」を再開業[37]。
- 2023年（令和5年）
  - 2月27日、28日 - ヤマザワとの合併に向け全店舗を臨時休業[39]。
  - 3月1日 - ヤマザワに吸収合併され、よねや商事は解散[6][3]。店舗の運営はヤマザワが継続し、屋号の「よねや」を残した上で同日より店舗を再開[6]。
- 2024年（令和6年）8月29日 - 大曲中央店が閉店[59]。
- 2025年（令和7年）9月30日 - 稲川店が閉店〈予定〉[63]

## 店舗一覧
※2023年2月28日時点

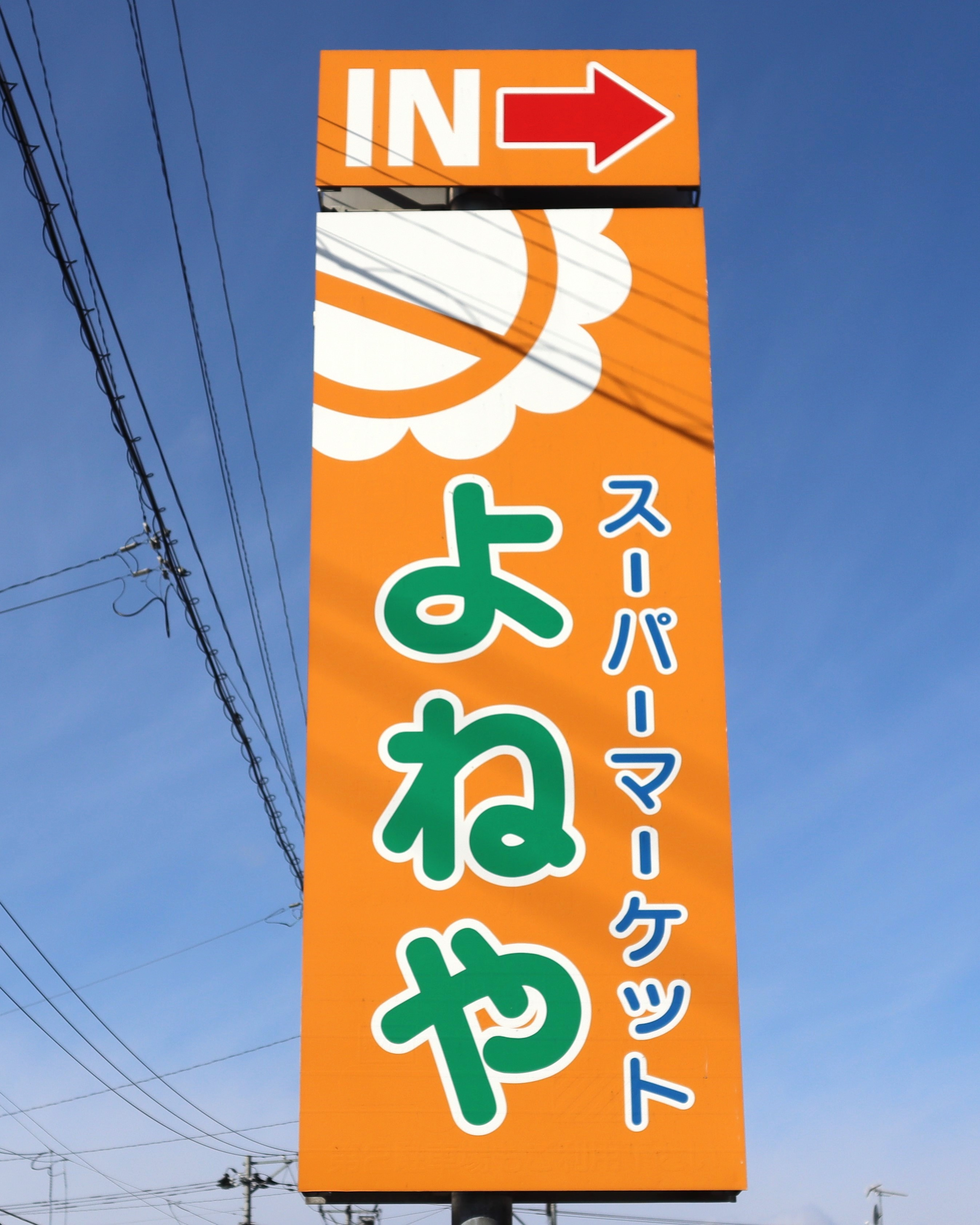
店舗のポールサイン（画像は双葉店のもの）

- ハッピーモール店（2015年（平成27年）10月8日 -）秋田県横手市横手町五ノ口36-1
店舗面積2,409m2
横手西店（ハッピータウン店）から移転する形で開業[53][52]。よねやの旗艦店として位置づけられている[10]。
平鹿総合病院に隣接する商業地、ハッピーモール内に位置する。ホームセンターハッピー、しまむらもよねやと共にハッピータウンから当地へ移転して開業している[65]。
前店舗から800mほど離れた場所に移転したため、徒歩や自転車での利用者からは不便との声も上がった。ただ、よねやの出店がなければイオン系列の店舗の出店が計画されていたとのこと[66]。
売上高としては、ヤマザワグループ内ではヤマザワ松見町店（ヤマザワの旗艦店[67]）に次ぐ規模[66]。

- 南店（1983年（昭和58年）4月22日[68][69] -）秋田県横手市平和町7-1[70][69]
店舗面積1,474m2。開業当初は90坪、その後増床し1,081m2[70]
横手駅前から伸びる幹線道路沿いに位置する[69]。
1994年に増床[68]。2022年2月には建て替えのため一時閉店[60]、2022年11月に再開業している[37]。

- 千石大橋店（2000年（平成12年）7月27日[71] -）秋田県湯沢市万石242[71]
店舗面積1,336m2[71]
清水町店と西馬音内店を統合する形で開業[72]。2018年に改装を行っている[57]。

- 稲川店（1991年（平成3年）3月1日[73] - 2025年（令和7年）9月30日[63]）秋田県湯沢市川連町字大舘疣橋72-3[73]
店舗面積1,247m2[73]
1997年に増床[74]。店の前に「この先スーパーマーケットはありません」と書かれた看板が設置されている[74]。
ヤマザワ合併後の2025年9月30日に閉店予定[63]。

- とまき店（1997年（平成9年）3月20日[47] -）秋田県大仙市戸蒔字錨28[46]
店舗面積1,553m2[46]
よねや初となる本格大型店の「よねや大曲店」として開業[75][47]。大曲地区における1号店[75][47]。
2010年にディスカウント業態の「よねや あ・フレッシュとまき店（あ・Freshとまき店）」 に改称・転換した[50][47]。あ・フレッシュとは、他の店舗と比べて低価格を売りとした店舗で、当店舗でのみ展開された業態である[76]。その後、時期は不明だが「よねやとまき店」に改称された。

- 富士見町店（2006年（平成18年）9月7日[47] -）秋田県大仙市富士見町10-60[47]
店舗面積1,490m2[48][47]

- 角館店（2009年（平成21年）12月3日[77][28] -）秋田県仙北市角館町小勝田中川原111-1[77]
店舗面積1,660m2[28]

- 大曲中央店（2020年（令和2年）3月 - 2024年（令和6年）8月29日[59]）秋田県大仙市佐野町8-16
ヤマザワ合併後の2024年8月29日に閉店[59]。

- 南店
- ハッピーモール店
- 千石大橋店
- 稲川店
- とまき店
- 大曲中央店
- 富士見町店

### かつて存在した店舗
店舗が店名を変えずに場所を移転している場合、元店舗を「旧」と表現し廃店舗とみなす。
- （旧）双葉店（1969年（昭和44年）9月15日[78] - 1979年（昭和54年）[79]）秋田県横手市二葉町9-44[78]
店舗面積165m2[78]
閉店後は、1988年（昭和63年）6月からよねや商事の運営する弁当屋「寿々本（すずもと）」になった[80]。この名称は東京上野の鈴本演芸場に由来する[80]。

- （旧）浅舞店（1971年（昭和46年）7月1日[81] - 1980年（昭和55年））秋田県平鹿郡平鹿町浅舞207[81][注釈 4]
店舗面積264m2[81]

- （旧）大水戸店（1975年（昭和50年）7月15日[78] - 1983年（昭和58年）[79]）秋田県横手市大水戸2-5[78]
店舗面積 99m2[78]

- 湯沢店 → 湯沢柳町店（1971年（昭和46年）11月26日[81] - 不明）秋田県湯沢市柳町1丁目1-4[81]
店舗面積231m2[81]
閉店時期は不明だが、1982年に同じ湯沢市内で湯沢サンエー店が開業している[79]。

- （旧）清水町店（1976年（昭和51年）4月[79] - 1986年（昭和61年）[79]）秋田県湯沢市

- 湯沢サンエー店（1982年（昭和57年）2月[79] - 1992年（平成4年）7月[24]）秋田県湯沢市表町1丁目2-3

- （新）大水戸店（1983年（昭和58年）6月[79] - 1993年（平成5年）6月[24]）秋田県横手市大水戸2-5

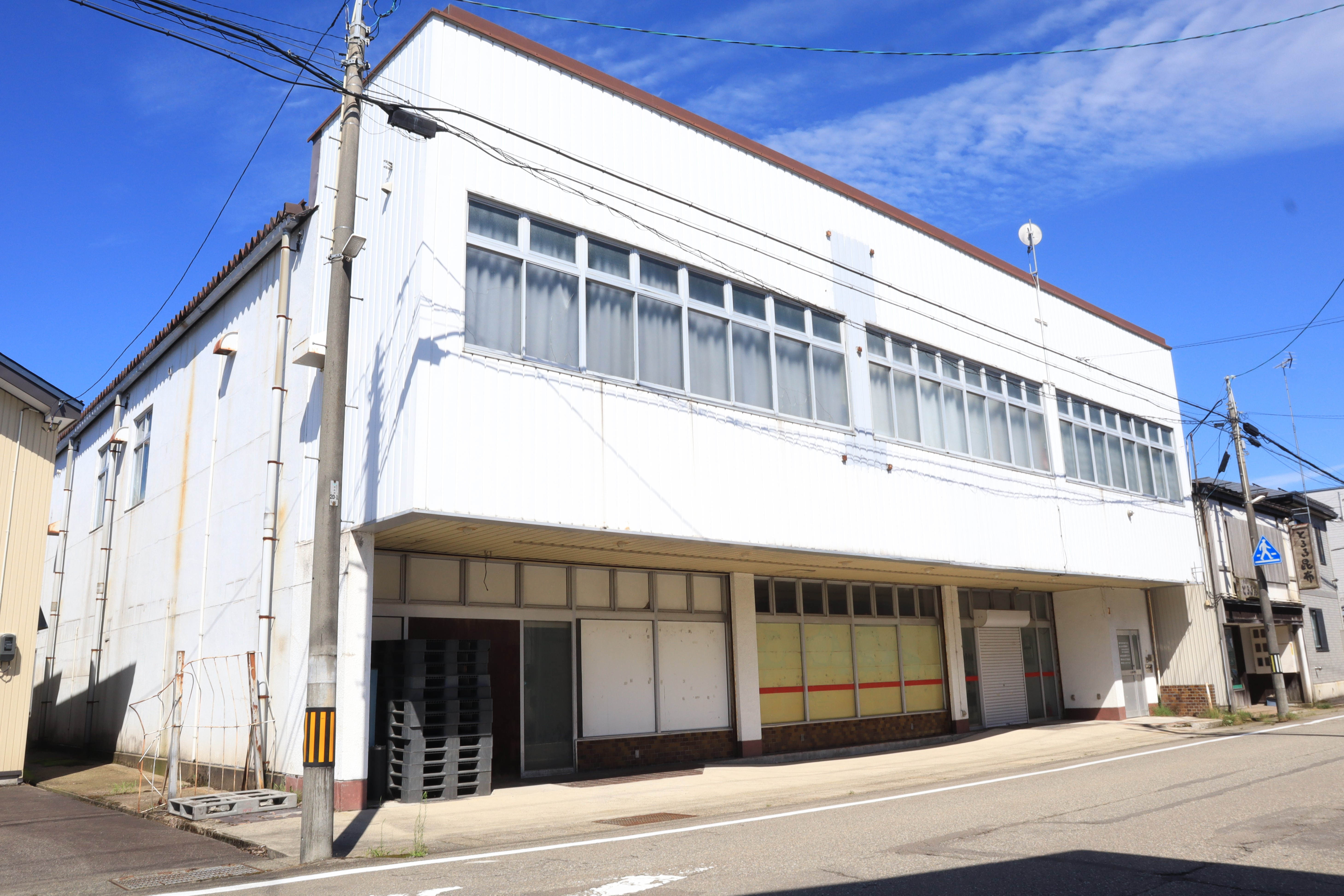
よねや鍛冶町店跡

- 本店・鍛冶町店（1956年（昭和31年）8月11日[78] - 1996年（平成8年）3月26日[82]）秋田県横手市鍛冶町4-2[78]
店舗面積518m2[78]
1975年（昭和50年）4月26日に建て替えを行い[78]、この建物が閉店まで使用されることとなった。2階に本部機能を構える[83]。
創業時から営業を続けてきたよねやの旗艦店であったが、本部機能を残して閉店。旗艦店は翌年開業するハッピータウン店となった。

- 赤坂店（1989年（平成元年）6月17日[84] - 1997年（平成9年）11月[82]）秋田県横手市赤坂大道向67-1[84]
店舗面積498m2[84]
国道107号沿いに面し、近隣には3軒のスーパーマーケットが立地する激戦区であった[84]。
ハッピータウン店と競合することから、ハッピータウン店開業前に閉店[82]。実質的には鍛冶町店との統合移転となった。

- 四日町店（1974年（昭和49年）5月1日[21] - 1997年（平成9年）頃[26]）秋田県横手市四日町3-16
店舗面積264m2[81]

- 清水町店（1986年（昭和61年）12月17日[44] - 2000年（平成12年）7月16日[85]）秋田県湯沢市清水町1丁目3-40[44]
店舗面積498m2[44]
旧店舗から西に100mほど移転して開業[44]。
西馬音内店と統合し、千石大橋店が開業するため閉店[85]。

- 西馬音内店（1987年（昭和62年）4月25日[44] - 2000年（平成12年）7月16日[85]）秋田県雄勝郡羽後町南西馬音内340[44]
店舗面積887m2[44]
1993年6月に増床[24]。
清水町店と統合し、千石大橋店が開業するため閉店[85]。

- 沼館店（1982年（昭和57年）7月29日[86] - 2002年（平成14年）11月10日[43]）秋田県平鹿郡雄物川町今宿53[86]（当時）
店舗面積498m2[86]
平鹿郡雄物川町（現・横手市雄物川町）の商店街内に立地していたが[86]、賃貸契約の満了に伴い閉店[43]。同時期には、郊外に「スーパーセンタートラスト 雄物川店」が開業[65]している[43]。

- 横手西店（ハッピータウン店）（1997年（平成9年）11月13日[87] - 2015年（平成27年）9月30日[88]）秋田県横手市条里3丁目2-7（旧横手市横手町字一の口35-8[87]）
店舗面積1,675m2[87]
大曲店で得たノウハウを活かし、自社競合が予測される赤坂店を閉店した上で、よねやの旗艦店としてハッピータウンの開業と当時にオープン[89]。太鼓などを用いたオープニングセレモニーが開催された[89]。
店内には「酒のロッキー」が出店、ゲームコーナーなども併設されていた[27]。
ハッピータウンは、よねや商事などが出資して設立した「横手エス・シー」が、横手市内としては初となるオープンモール型のショッピングセンターとして開業[90][91]。よねやの他に地場ホームセンターの「ハッピー」や衣料品店「しまむら」などが出店した[27]。
売上としては、当時よねや全店の1⁄4を占めていた[66]。
ハッピーモール店として移転するため閉店[88]。
建物は現存し、2022年2月14日に「ダイソー 横手ハッピータウン店[92]」、同年4月27日に「ニューライフカネタ 横手店[93]」が入居し開業している。

- 浅舞店（1980年（昭和55年）11月1日[94] - 2022年（令和4年）9月30日[35]）横手市平鹿町浅舞字浅舞47[94]

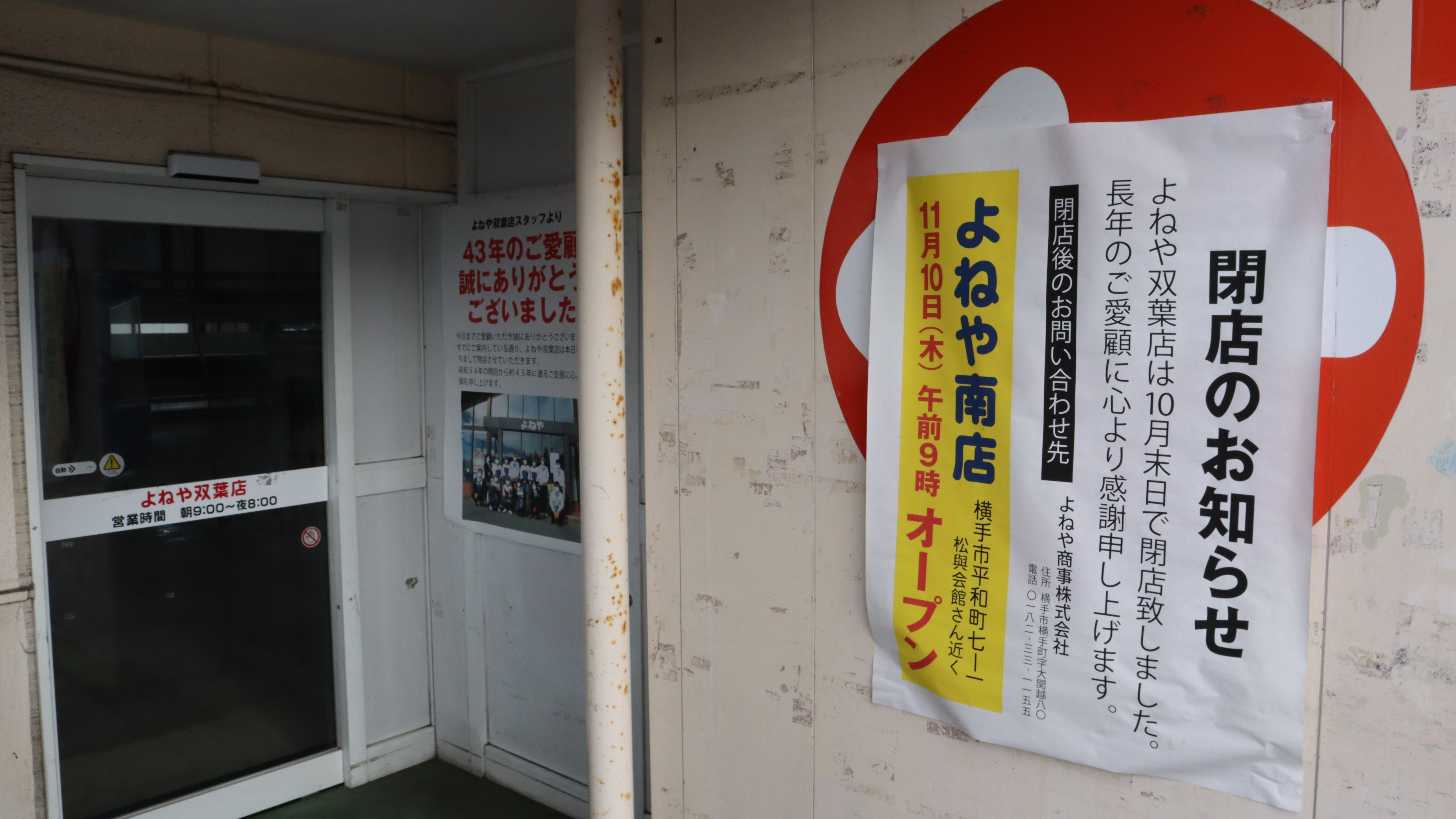
閉店を知らせるポスター（双葉店、南側出入口にて）

旧店舗から道路を挟んで斜め向かい側に移転し、開業した。
商店街の中に位置し、郊外に出店する大型店との競争に苦労した。その苦労は分割点在する駐車場の形に現れている[95]。

- 双葉店（1979年（昭和54年）10月13日[96] - 2022年（令和4年）10月31日[36][62]）横手市幸町3-1[96] 閉店を知らせるポスター（双葉店、南側出入口にて）
店舗面積924m2[96]
旧店舗から道路を挟んで向かい側に移転し、開業した。店舗デザイン賞を受賞し、画期的な店内装飾、レイアウトとして全国から注目を集めた[96]。当時としては大規模な店舗で、第2種大規模店舗の規制を受けるなどした[97]。1992年には増床[24]。2005年頃には南側出入口が新設されている[97]。
店内には、いわゆる「街の本屋さん」である[98]金喜書店（横手市四日町）が運営する本屋「BOOKSかねき 双葉店」が存在していた[99]。
所在地が幸町なのに対し、店名が「双葉」となっているのは、1979年以前にあった旧店舗が二葉町（町名は双葉少年団の名に由来[100]。）に位置しており、店舗移転後もその店名が引き継がれたためである[97]。
閉店の理由としては、「店舗の老朽化」とのこと[36]。
建物は解体され、跡地には薬王堂とローソンが「(仮称) 横手市幸町複合店舗」として2025年（令和7年）6月に出店予定[101][102]。

#### スーパーマーケット以外の業態
- 寿々本（1988年（昭和63年）6月[80] - 不明）秋田県横手市二葉町9-44[80]
テイクアウトの弁当屋[80]。1979年（昭和54年）に移転のため閉店した旧双葉店[79]の建物に位置した[80]。

- ユアヘルス（1989年（昭和64年）6月[80] - 不明）秋田県横手市平和町3-26[80]
南店の向かいに位置するマンションの店舗棟に開設されたドラッグストアで、調剤薬局も併設されていた[80]。

- そんごく～（1994年（平成6年）3月[80] - 不明）秋田県横手市梅ノ木後291[80]（当時）
磯丼とラーメンをメインとするレストラン[80]。国道13号横手バイパス沿いに位置していた[80]。

## ポイントカード
自社カードの「ひまわりカード」が利用可能である。同カードにはヤマザワ系電子マネーの「NICOCA（にこか）」が搭載されている。

### ひまわりカード

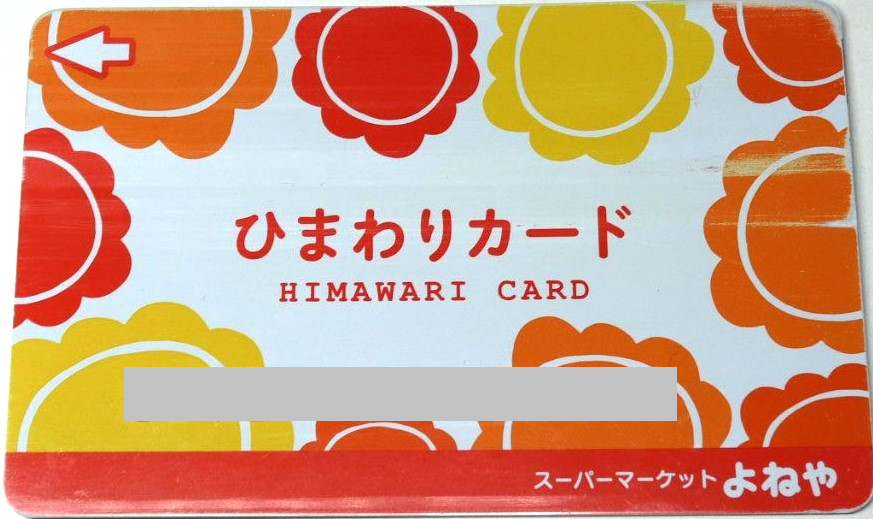
ひまわりカード

電子マネー機能付きのポイントカードで、よねや各店および加盟店で利用することができる。2004年（平成16年）11月1日に初めて導入され、2015年（平成27年）に「新・ひまわりカード」として一新された。2004年の導入前は「Yカード」や「エスカレートカード」などが存在していた。
ひまわりカードのポイント料率は300円（税抜）ごとに1ポイント。2022年8月31日までは200円（税抜）ごとに1ポイントの加算だったが、翌日の9月1日より現在の料率へと変更された。カードの最終利用から1年経過すると、会員資格およびポイントが失効する。
発行手数料は100円（税込）で、入会費や年会費は無料。
ヤマザワとの合併後もひまわりカードの使用は可能とされているが、ポイント10倍の開催日が毎週木曜日・日曜日および毎月8のつく日だったのが、3月1日より毎週金曜日・日曜日へと変更となった。
2023年（令和5年）11月1日、ひまわりカードやにこかカードなどヤマザワ自社カードを廃止し、2024年春より楽天ポイントカード・楽天Edy機能を搭載した「ヤマザワ Edy-楽天ポイントカード」を新たに発行する旨を発表した。

## きりたんぽセット
1984年（昭和59年）頃から「よねやふるさと便発送本部」によるきりたんぽセットの発送を行っている。秋田県の郷土料理、きりたんぽ鍋を作るのに必要な食材などがセットになっているもので、全国からの配送を受け付けている（ただし、沖縄県を除く離島へは配送不可）。配送の受付は毎年10月頃から2月頃まで行っている（2022年シーズンは10月1日から翌年2月23日）。
内容物としては、きりたんぽ、比内地鶏、比内地鶏スープ、セリ（湯沢市三関産）、ネギ、マイタケ、ゴボウのささがき、糸蒟蒻、油揚げの他、作り方が記載されたパンフレットがある。

## 関連企業
- 株式会社ダスキンよねや（横手市柳田・横手第二工業団地）
  - ダスキンのフランチャイズチェーンに加盟する企業で、よねや商事とは代表者や本社などが異なる別会社である。ただ、ダスキンよねやはよねや商事から派生した企業で、よねやグループの一角を成す関連企業である[41]。
- 株式会社横手エス・シー
  - 不動産の売買、賃貸業を行うためによねや商事などが出資して設立した企業で[111]、ハッピータウンの開発などを行った[90]。ヤマザワの非連結子会社となっている。